# الاستفتاء الدستوري اليمني 2015
الاستفتاء على الدستور كان من المتوقع ان يعقد في اليمن في 2015، والذي سيطلب الناخبين الموافقة على الدستور الجديد لدولة اليمن الإتحادية.، كان من المتوقع ان يعقد الاستفتاء في يوم 15 أكتوبر 2013، للموافقة على الدستور الذي كان سيتم اقراره في مؤتمر الحوار. ولكن لم يجرى الاستفتاء ولم يقر الدستور ودخلت البلاد في أتون حرب أهلية.

## خلفية
بدأ مؤتمر الحوار الوطني اليمني يوم 18 مارس عام 2013، مع مشاركين يمثلون مختلف الأحزاب السياسية المشاركة في وضع دستور جديد.